# Алворд (Тексас)
Алворд (енгл. Alvord) град је у америчкој савезној држави Тексас. По попису становништва из 2010. у њему је живело 1.334 становника.

## Демографија
Према попису становништва из 2010. у граду је живело 1.334 становника, што је 327 (32,5%) становника више него 2000. године.
| Група             | 2000.       | 2010.         |
| Белци             | 921 (91,5%) | 1.177 (88,2%) |
| Афроамериканци    | 4 (0,4%)    | 12 (0,9%)     |
| Азијати           | 1 (0,1%)    | 4 (0,3%)      |
| Хиспаноамериканци | 63 (6,3%)   | 123 (9,2%)    |
| Укупно            | 1.007       | 1.334         |